# Gardiner (Maine)
Pour les articles homonymes, voir Gardiner.
Gardiner est une ville du comté de Kennebec (Maine), aux États-Unis.  Fondée en 1754, elle compte 5 800 habitants au recensement de 2010.

## Personnes célèbres
- John R. Swanton (1873-1958), anthropologue
- Milton Gordon (1918-), sociologue, né à Gardiner.